# جوني ديفيس (كرة سلة)
جوني ديفيس (بالإنجليزية: Johnny Davis)‏ مواليد 21 أكتوبر 1955 في ديترويت، هو لاعب كرة سلة أمريكي معتزل أصبح مدرباً. بدأ مسيرته الاحترافية في سنة 1976. تم اختياره من قبل فريق بورتلاند ترايل بلايزرز خلال الدرافت. يبلغ طوله 6 قدم 2 بوصة (1.9 م). حقق المركز الأول في دورة الألعاب الأمريكية 1975. اعتزل اللعب في 1986. فاز بلقب دوري إن بي إيه.

## المسيرة الاحترافية
لعب مع بورتلاند ترايل بلايزرز من سنة 1976 إلى 1978، ثم لعب مع إنديانا بايسرز من سنة 1978 إلى 1982، ثم لعب مع أتلانتا هوكس من سنة 1982 إلى 1984، ثم لعب مع كليفلاند كافالييرز من سنة 1984 إلى 1986، ثم لعب مع أتلانتا هوكس في سنة 1986.

## الميداليات
| الميدالية | المسابقة                    |
| --------- | --------------------------- |
| ذهبية     | دورة الألعاب الأمريكية 1975 |

## إحصائيات المسيرة
| الفريق                 | السنة   | G   | W  | L   | W–L% | النهاية | PG | PW | PL | PW–L% | النتيجة                  |
| ---------------------- | ------- | --- | -- | --- | ---- | ------- | -- | -- | -- | ----- | ------------------------ |
| فيلادلفيا سفنتي سيكسرز | 1996–97 | 82  | 22 | 60  | .268 | 6       | —  | —  | —  | —     | غاب عن الأدوار الإقصائية |
| أورلاندو ماجيك         | 2003–04 | 71  | 20 | 51  | .282 | 7       | —  | —  | —  | —     | غاب عن الأدوار الإقصائية |
| أورلاندو ماجيك         | 2004–05 | 64  | 31 | 33  | .484 | (أقيل)  | —  | —  | —  | —     | —                        |
| ميمفيس غريزليس         | 2008–09 | 2   | 0  | 2   | .000 | (مؤقت)  | —  | —  | —  | —     | —                        |
| المسيرة                |         | 219 | 73 | 146 | .333 |         | —  | —  | —  | —     |                          |

## روابط خارجية
- جوني ديفيس على موقع إن بي أي (الإنجليزية)
- جوني ديفيس على موقع سبورتس رفرنس (الإنجليزية)
- جوني ديفيس على موقع كلية كرة السلة في سبورتس رفرنس.كوم (الإنجليزية)
- جوني ديفيس على موقع ريلجم (الإنجليزية)
- جوني ديفيس على موقع بروبوليرز (الإنجليزية)
- جوني ديفيس على موقع سبورتس رفرنس (الإنجليزية)